# Epidendrum secundum
Espèce
Statut CITES
Epidendrum secundum est une espèce de plantes de la famille des Orchidaceae.

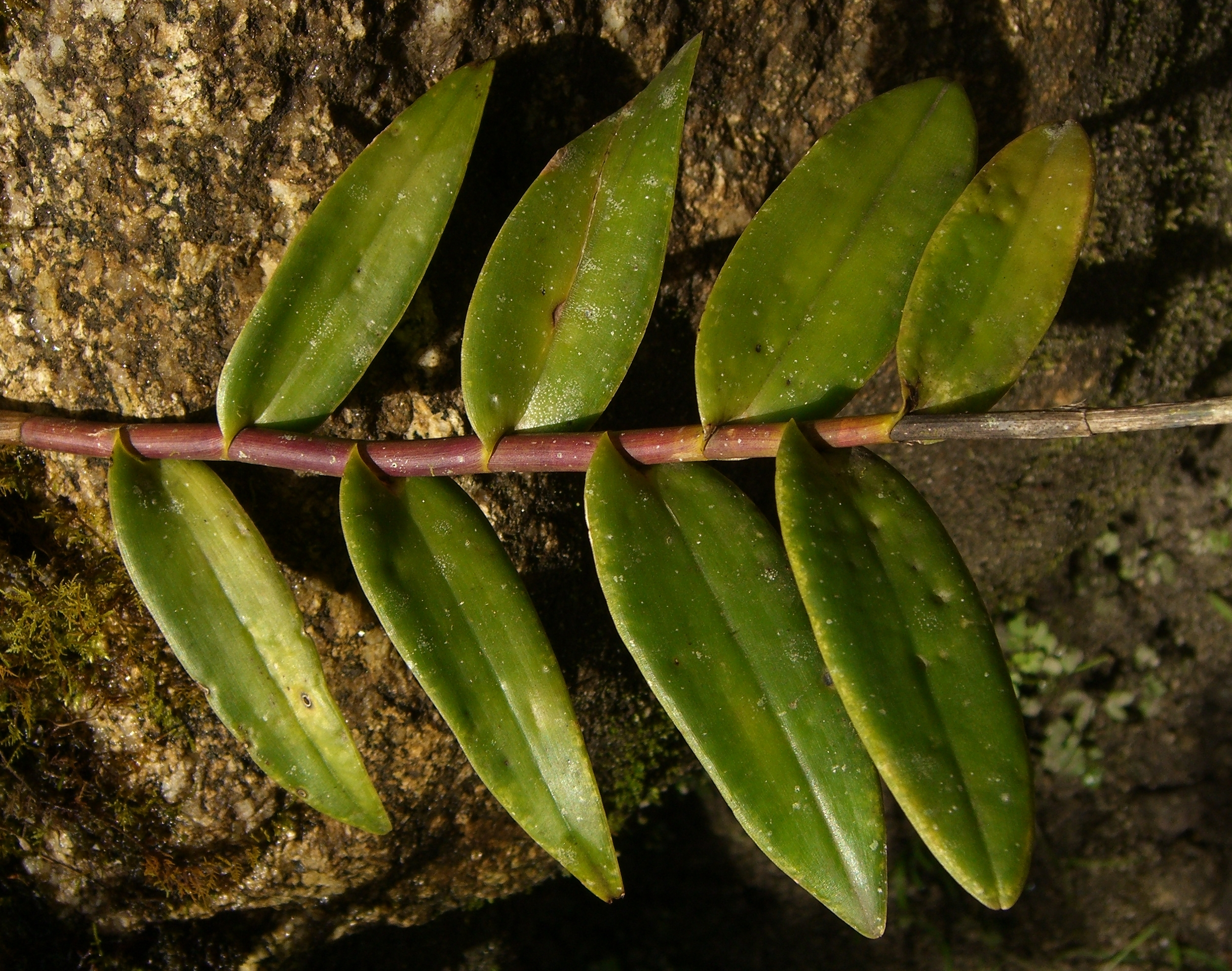
Détail sur les feuilles.